# میشائل اشپیندلگر
میشائل اشپیندلگر (آلمانی: Michael Spindelegger؛ زادهٔ ۲۱ دسامبر ۱۹۵۹) یک سیاست‌مدار اهل اتریش است.